# Умэхара, Юитиро
Юитиро Умэхара (яп. 梅原 裕一郎 Умэхара Ю:итиро:, род. 8 марта 1991 года, префектура Сидзуока) — японский сэйю. Работает в агентстве Arts Vision. На десятой церемонии Seiyu Awards, прошедшей 12 марта 2016, удостоился награды как лучший начинающий актёр.

## Биография
Умэхара узнал о профессии сэйю, услышав, как Хотю Оцука дублирует Арагорна в японской версии «Властелина колец». После этого, провалив вступительные экзамены в университет, он увлёкся западным кинематографом и заинтересовался в профессии. Поступив, со второго курса он начал посещать школу сэйю под названием «Японская лаборатория дикторского искусства» (яп. 日本ナレーション演技研究所 Нихон нарэ:сён энги кэнкю:дзё), и уже через год оказался приписан к её материнской компании Arts Vision.
Первую работу получил в 2013 году, а уже в 2014-м дебютировал в озвучивании аниме-сериалов, получив роль Вакасы в Orenchi no Furo Jijou.
Помимо Seiyu Awards, в 2017 году на мероприятии Machi Asobi получил приз Anime Award 2017 как лучший сэйю-мужчина.
10 мая 2018 года было объявлено, что Умэхара госпитализирован с острым рассеянным энцефаломиелитом. 30 июля агентство объявило, что актёр выписан из больницы и возвращается к работе, одновременно перенеся снижение внутричерепного давления.
Умэхара умеет играть на пианино и электрогитаре, так как в начальной школе посещал оркестр, а в старшей — кружок поп-музыки, где отвечал за игру на гитаре и вокал.

## Роли

### Аниме-сериалы
2014 год
- Gokukoku no Brynhildr — учитель математики, полицейский, ученик, член команды, мальчик, мужчина
- Hitsugi no Chaika — бандит
- Magimoji Rurumo — Урата
- Orenchi no Furo Jijou — Вакаса
- Oukami Shoujo to Kuro Ouji — ученик, продавец
- Yowamushi Pedal — аудитория
- «Загадка дьявола» (эпизод)

2015 год
- Akagami no Shirayukihime — Мицухидэ Луэн
- Aquarion Logos — Хаято Кудзё
- Cute High Earth Defense Club Love! — Эн Юфуин
- Gatchaman Crowds Insight — Ридзуму Судзуки
- Makura no Danshi — Рюси Теодор Эмори
- Million Doll — Рю-сан
- Mobile Suit Gundam: Iron-Blooded Orphans — Юджин Севенстарк
- Owari no Seraph — Рене Симм
- Owari no Seraph: Nagoya Kessen-hen — Рене Симм
- Pokémon: XY — Орунису
- Shounen Hollywood: Holly Stage for 50 (эпизод)
- Young Black Jack — Куро Хадзама

2016 год
- Akagami no Shirayukihime 2 — Мицухидэ Луэн
- Battery — Кадзуки Каиондзи
- Cute High Earth Defense Club LOVE! LOVE! — Эн Юфуин
- Gate: Jieitai Kanochi nite, Kaku Tatakaeri — Enryuu-hen — Диабо
- Gi(a)rlish Number — Годзё Карасума
- Haruchika — учащийся колледжа (10 серия)
- Magic-kyun Renaissance — Тэйка Итидзё
- Tiger Mask W — Такума Фудзи
- Trickster — Рё Иноуэ

2017 год
- Chiruran: Nibun no Ichi — Симпати Нагакура
- Ikemen Sengoku: Toki o Kakeru ga Koi wa Hajimaranai — Сингэн Такэда
- Kabukibu! — Томбо Мурасэ
- Shingeki no Bahamut: Virgin Soul — Шариос XVII
- Starmyu 2 — Рэн Китахара
- Youkoso Jitsuryoku Shijou Shugi no Kyoushitsu e — Манабу Хорикита

2018 год
- Amanchu! Advance — Макото Ниномия
- Asa Da Yo!Kaishain — Кабура Кай
- Black Clover — Марс
- Caligula — Идзуру Минэдзава
- Captain Tsubasa (2018) — Кэн Вакасимадзу
- Dame×Prince — Вино фон Ломзард
- Darling in the Franxx — Код 056/Горо
- Gakuen Babysitters — Хаято Камитани
- Gintama: Shirogane no Tamashii-hen — Энсё
- Goblin Slayer — Убийца Гоблинов
- Hakyū Hōshin Engi — Иго
- Juushinki Pandora — Джей Юн
- The Legend of the Galactic Heroes: Die Neue These — Kaikou — Зигфрид Кирхайс
- Mobile Suit Gundam Narrative — Золтан Акканен
- Planet With — Хидэо Тораи
- Senjuushi — Иэясу
- Sword Gai The Animation — Сэйя Итидзё
- Tada Never Falls in Love — Хадзимэ Сугимото
- The iDOLM@STER SideM: WakeAtte Mini! — Кёдзи Такадзё

2019 год
- Ace of Diamond Act II — Сойитиро Мима
- Ahiru no Sora — Сигэнобу Якума
- The Hero is Overpowered but Overly Cautious — Сэйя Рюгуин
- Crayon Shin-chan — Икэмэн
- Ensemble Stars! — Кэйто Хасуми
- Fire Force — Тодзё[8]
- Kimi dake ni Motetainda — Сюн Готода
- Meiji Tokyo Renka — Коё Одзаки
- One Punch Man — Курой Сэси
- RobiHachi — Принц Чамечамеча
- Stand My Heroes: Piece of Truth — Го Миясэ
- Star-Myu 3 — Рэн Китахара
- Tsukipro The Animation 2nd Season — Дай Мурасэ

2020 год
- Ascendance of a Bookworm [ТВ-2] — Дэмьюль
- Fruits Basket 2nd season — Курэно Сома
- Jibaku Shounen Hanako-Kun — любимый человек Нэнэ
- Plunderer — Джейл Мёрдок
- Skate-Leading Stars — Идзуми Химэкава
- Uchitama?! Have you seen my Tama? — Куро Микава
- Woodpecker Detective's Office — Сакутаро Хагивара
- «Акудама Драйв» — Курьер

2021 год
- JoJo’s Bizarre Adventure:Stone Ocean ― Уэзер Репорт
- The Saint's Magic Power Is Omnipotent — Эрхарт Хаук

2022 год
- Ascendance of a Bookworm [ТВ-3] — Дэмьюль

2023 год
- Spy Classroom — Клаус
- «Истребитель демонов» — Сэкидо

2024 год
- «Отряд самоубийц из другого мира» — Джокер

### Анимационные фильмы
- Koisuru Shirokuma (2017) — Сирокума (полярный медведь)

### OVA
- «Eiyuu» Kaitai (2016) — Уро Ямада

### ONA
- Yume Oukoku to Nemureru 100-Nin no Ouji-sama (2017) — Зант
- Karada Sagashi (2017) — Кэндзи Сугимото

### Видеоигры
2014 год
- IDOL-RISM — Харуна Итидо
- Senjou no Wedding
- Tenku no Craft Fleet — Дамиан, Хаунесс, Рил
- Majo no Nina to Tsuchikare no Senshi
- DYNAMIC CHORD feat. [reve parfait] — Синобу Куросава

2015 год
- Ai ★ Chuu — Лукас
- Ensemble Stars — Кэйто Хасуми
- THE iDOLM@STER: SideM — Кёдзи Такадзё
- Cute High Earth Defense Club Love! Game! — Эн Юфуин
- DAME×PRINCE' — Кёсаку Вино
- BELIEVER! — Инами

2016 год
- Icchibanketsu — Такэми Кадзути
- Toraware no Palm — Харуто Кирасаги
- Band Yarouze! — Син Коганэи
- Magic-kyun Renaissance — Тэйка Итидзё

2022 год
- Genshin Impact — Аль-Хайтам

2023 год
- Master Detective Archives: Rain Code — Вивия Твайлайт

### Drama CD
- Saint Seiya: Saintia Shou — Лео Айолия
- Exit Tunes Present Actors2 (2014) — Кирияма
- Gangsta. (2014)
- Nozomubeku mo Nai (2014)
- Mawazaka no Kenshi to Shoukan Maou <Vashireus> (2014) — Локи
- Ai no Mitsu ni Yoe! (2015) — Рёсэй
- FlyMEproject «MEDICODE» (2015) — Сэмимару
- Banished from the Hero's Party (2019) — Рэд